# انریکو کاستلی
انریکو کاستلی (ایتالیایی: Enrico Castelli؛ ۲۲ فوریه ۱۹۰۹ – ۲۱ سپتامبر ۱۹۸۳) بازیکن بسکتبال اهل ایتالیا بود.
از باشگاه‌هایی که در آن بازی کرده‌است می‌توان به المپیا میلان اشاره کرد.